# Gabriel de Saluces
Gabriel de Saluces (en italien Gabriele del Vasto ou Gabriele di Saluzzo), né le 26 septembre 1501 à Saluces et mort le 29 juillet 1548 , est le dernier marquis de Saluces.

## Biographie
Dernier fils du marquis Ludovic II de Saluces et de son épouse Marguerite de Foix-Candale, Gabriel est élevé comme ses frères à la cour de France. En tant que cadet, il est destiné à une carrière ecclésiastique et devient évêque d'Aire-sur-l'Adour en Gascogne le 9 mars 1530.
Le 21 juillet 1537, après la trahison de son frère François, il rend l'hommage au roi François Ier pour accéder au marquisat de Saluces au détriment de son autre frère Jean-Ludovic. Il se démet de son évêché d'Aire le 6 février 1538. Les impériaux occupent le marquisat entre le 29 juin 1543 et le 23 décembre 1544. Afin d'assurer sa descendance, il épouse Marie Madeleine d'Annebault, vicomtesse de Pont-Audemer, fille du maréchal Claude d'Annebault et de Françoise de Tournemine. Le couple reste sans enfants et à la mort de Gabriel, en 1548, le marquisat est annexé par le roi Henri II de France. Il est ensuite occupé par le duc de Savoie en 1588 et échangé lors du Traité de Lyon le 17 janvier 1601 avec la Bresse, le Bugey, le pays de Gex et la Valromey.